# Mahim
Mahim es un suburbio de Bombay, India, conocido a menudo como "el corazón de Bombay". Mahim defiende los valores del secularismo y la diversidad. De hecho, en el sector se pueden encontrar un templo, una iglesia, una mezquita y un castillo a pocos metros de distancia uno del otro.

## Historia
El nombre Mahim se deriva del antiguo Mahikavati que significa "milagroso" en sánscrito. Otros nombres históricos para el área incluyen Mahimawati, Maijim y Mejambu.
Mahim fue una de las siete islas que originalmente formaban Bombay. Mahim, o Mahikawati como se le conocía en ese entonces, fue la capital del Raja Bhimdev, quien reinó en la región en el siglo XIII. Allí construyó un palacio y un tribunal de justicia, así como el primer templo Babulnath. En 1343 la isla fue poseída por el Sultanato de Gujarat. Fue durante este reinado que la antigua mezquita de Mahim fue construida.
En 1543 los portugueses capturaron las islas de Bombay. En 1662 estas islas fueron entregadas a Carlos II de Inglaterra por su matrimonio con la princesa portuguesa Catalina de Braganza. Después de que los británicos adquirieron Bombay, construyeron el fuerte Mahim en esa zona para protegerse de los portugueses. En la actualidad el fuerte se encuentra en ruinas.
En 1847, un pequeño grupo de misioneros escoceses decidió fundar una nueva escuela. Actualmente es una de las escuelas de más alto perfil en Bombay, la Universidad Escocesa de Bombay.

## Sitios de interés

### Bahía de Mahim
Es una bahía grande que forma parte del Mar Arábigo en Bombay. Durante la época colonial, los portugueses construyeron una torre de vigilancia llamada Castella de Aguada en la zona norte de la bahía. Más tarde los británicos construyeron el fuerte Worli al sur y el fuerte Mahim cerca del arroyo para defender las siete islas de Bombay contra los ataques de los portugueses y los marathas.

### Calzada de Mahim
La calzada de Mahim forma el enlace entre las calles Swami Vivekanand y L.J., siendo el camino entre la mezquita de Bandra y la iglesia de Mahim. No debe confundirse con la ruta marítima de Bandra-Worli, un importante proyecto de infraestructura inaugurado el 30 de junio de 2009 que está diseñado para facilitar el tráfico a través de la calzada construyendo otro puente sobre la bahía de Mahim.

### Mahimchi Khadi

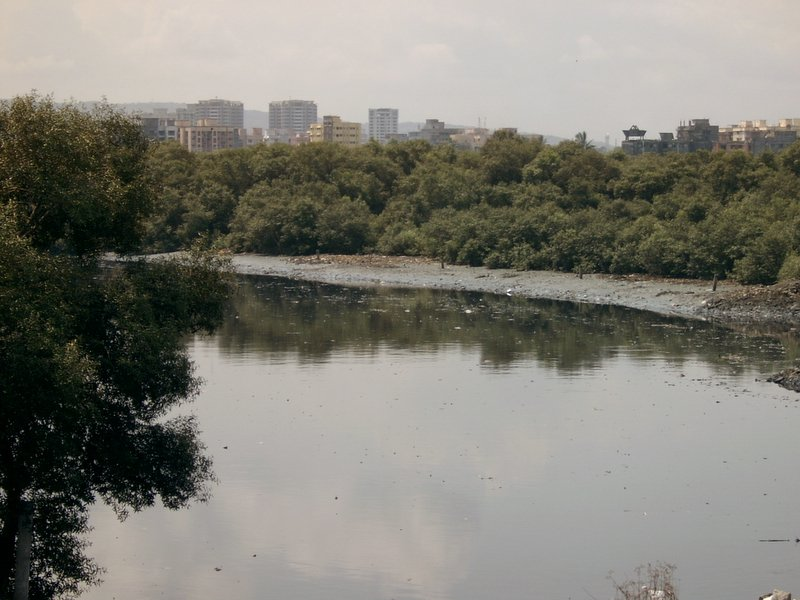
Arroyo de Mahim.

El arroyo Mahim o Mahimchi Khadi es un arroyo de cuatro metros y medio de profundidad. El río Mithi desemboca en este arroyo, que desemboca en la bahía de Mahim. Forma el límite entre la ciudad y los suburbios. El arroyo cuenta con gran cantidad de manglares y tiene un miniecosistema.
Las aguas del arroyo tienen un olor fétido debido al vertido de efluentes industriales no tratados aguas arriba. En los últimos años, la proliferación de tugurios alrededor de las aguas ha causado preocupación por el ecosistema del manglar, vital para la ecología de Bombay.

### Fuerte de Mahim

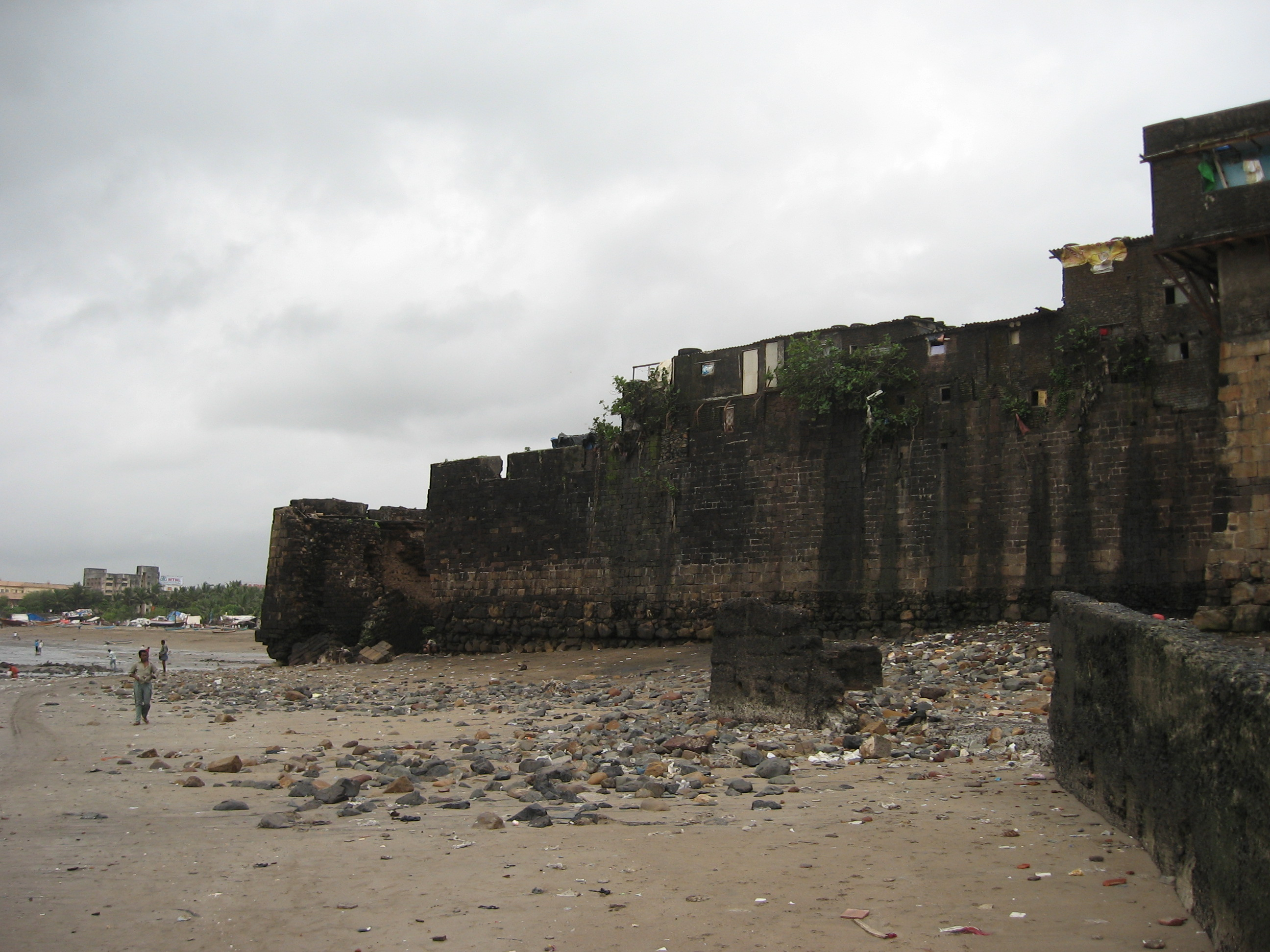
Fuerte de Mahim.

El fuerte de Mahim, que una vez fue visible desde la calzada de Mahim, es apenas visible en la actualidad. El fuerte de Mahim, junto con el fuerte San Jorge en el sur de Bombay, formaron una base de defensa importante durante la época del Imperio Británico. El fuerte San Jorge fue construido en 1669 por el exgobernador de Bombay Gerald Aungier.
En 1772, 111 años después de perder Bombay, los portugueses intentaron atacar este fuerte. Los británicos respondieron ferozmente con balas de cañón. La iglesia de Bandra quedó prácticamente destruida tras estos ataques. Había unos cien soldados y unos treinta cañones en el fuerte de Mahim en ese momento.
Hoy en día el fuerte está casi en ruinas y es constantemente invadido por refugiados.